# 同里镇
同里镇位于江苏省苏州市吴江区，是一个有一千多年历史的江南古镇。中华人民共和国建设部和国家文物局于2003年10月8日公布了10个中国历史文化名镇，同里镇为其中之一。
同里镇是2019年中国百强乡镇。

## 名胜古迹
- 退思园是江南著名園林之一，1997年列入世界遺產。

## 同里图片

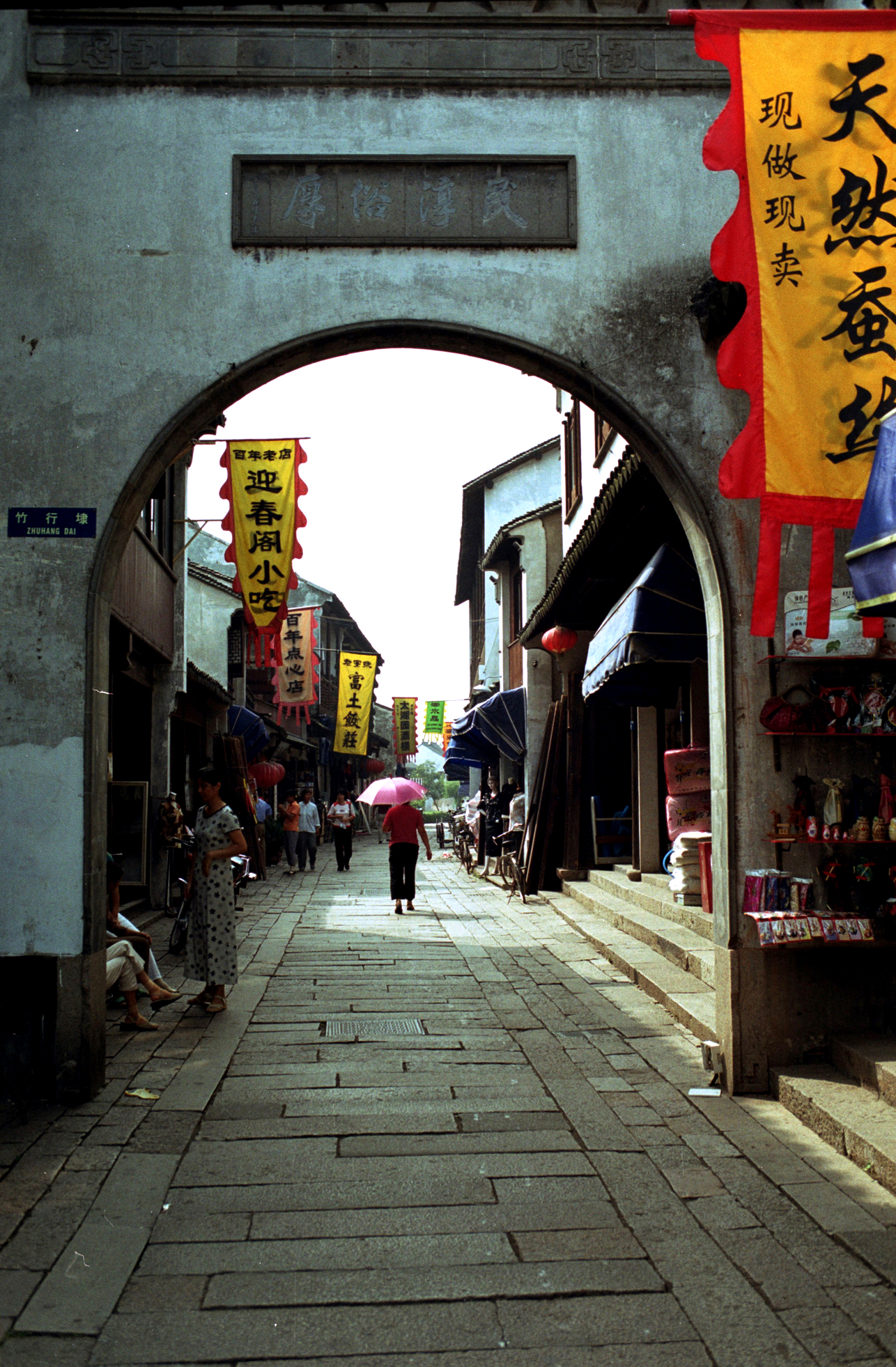
同里小巷
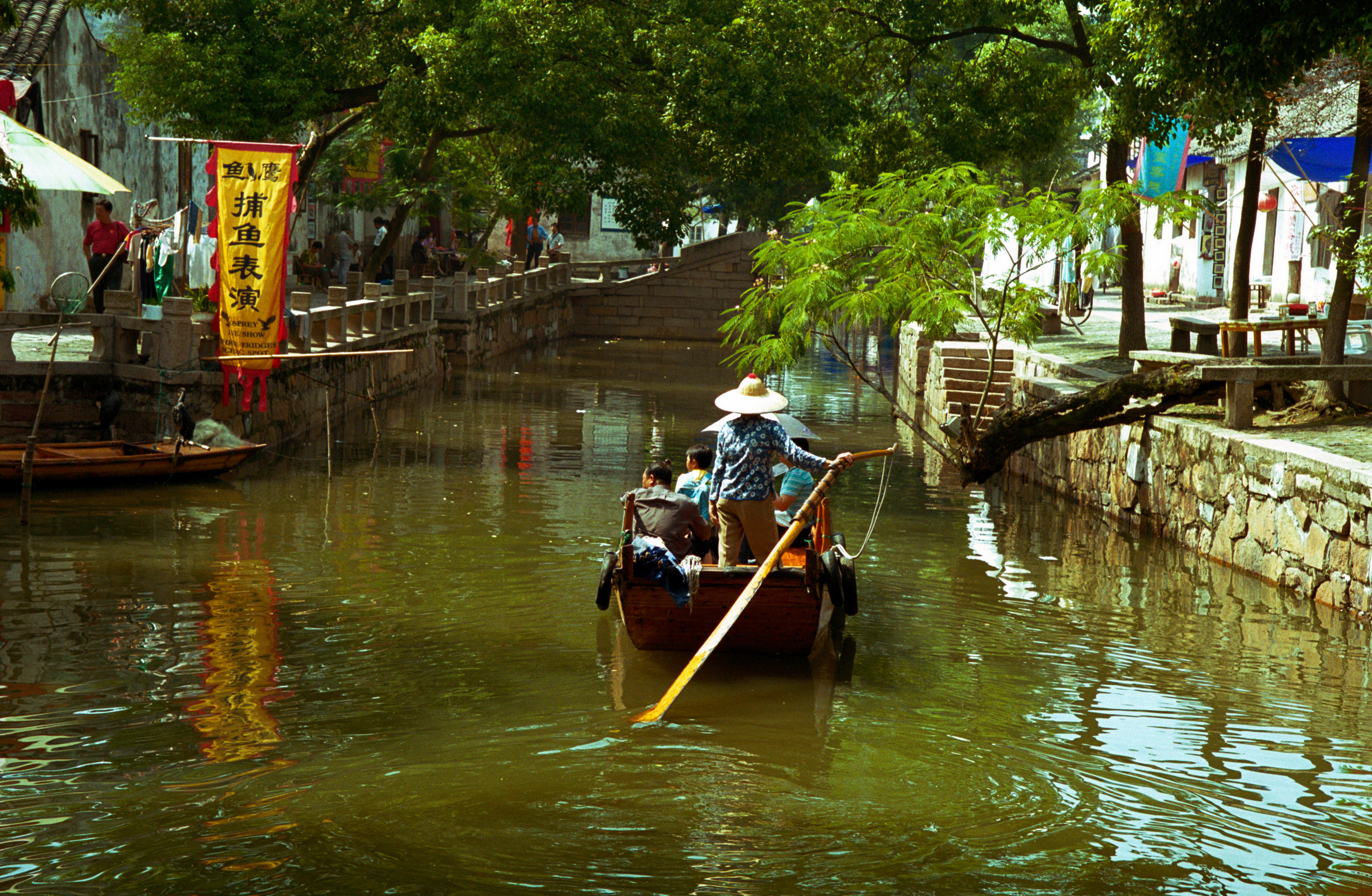
捕鱼表演
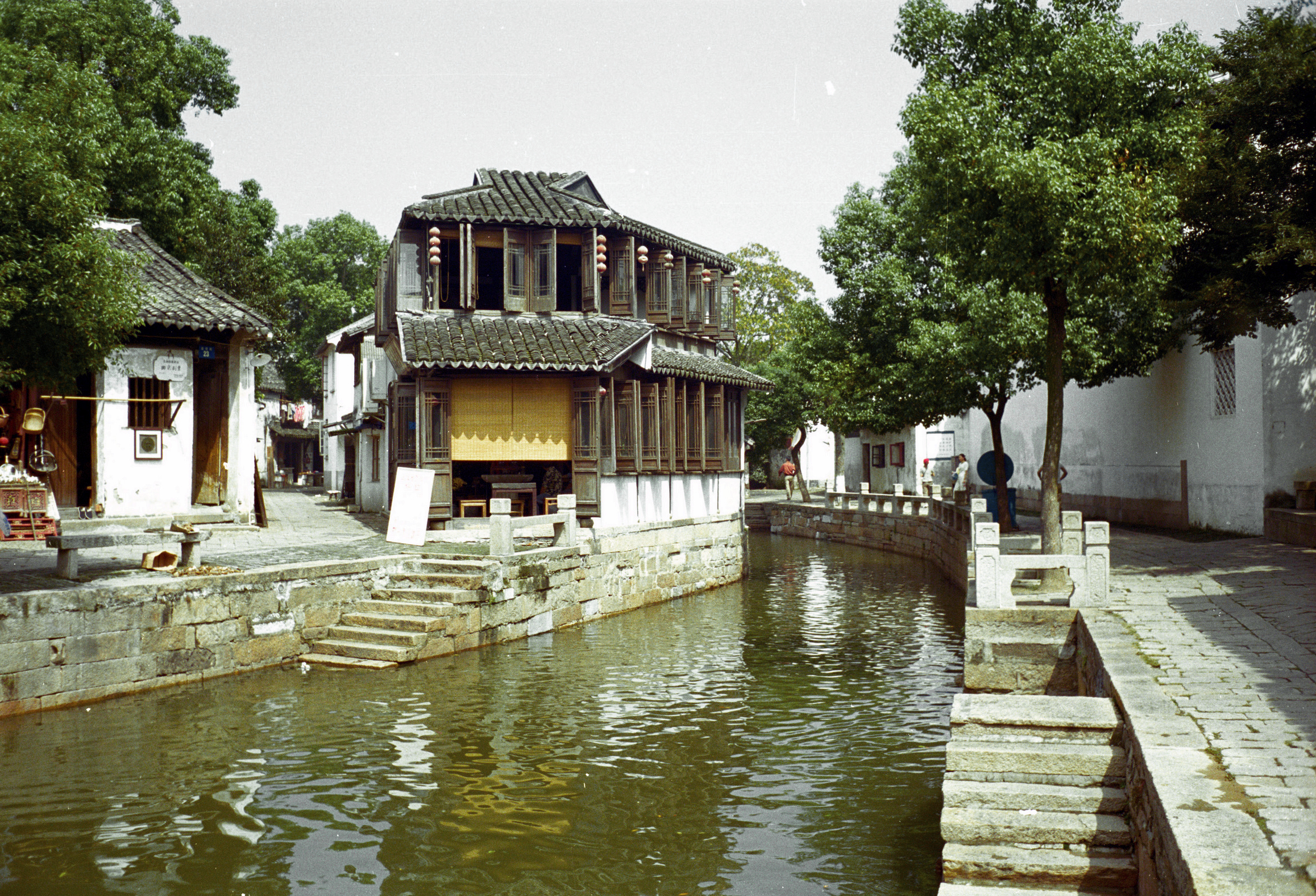
河畔茶楼
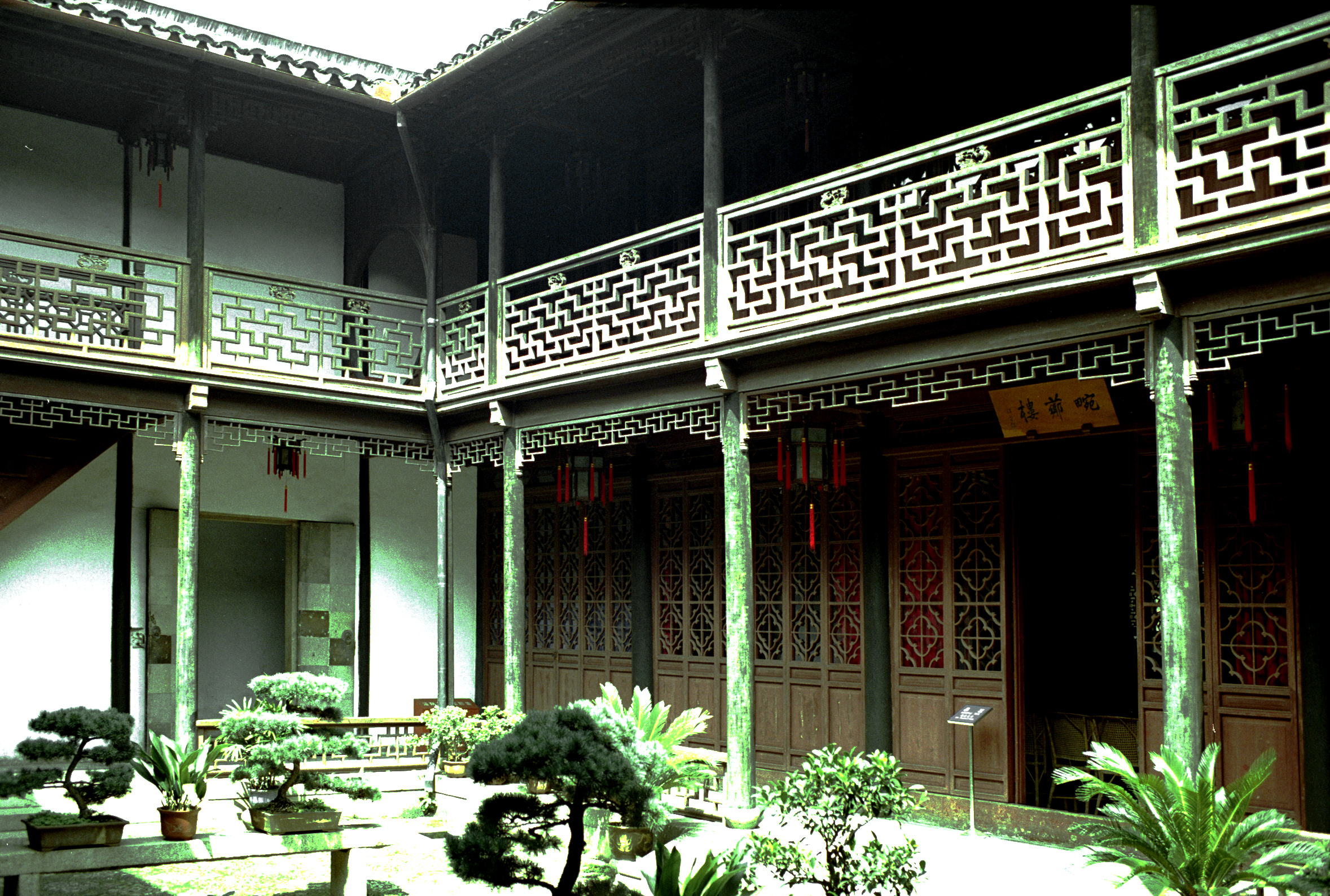
同里畹薌樓
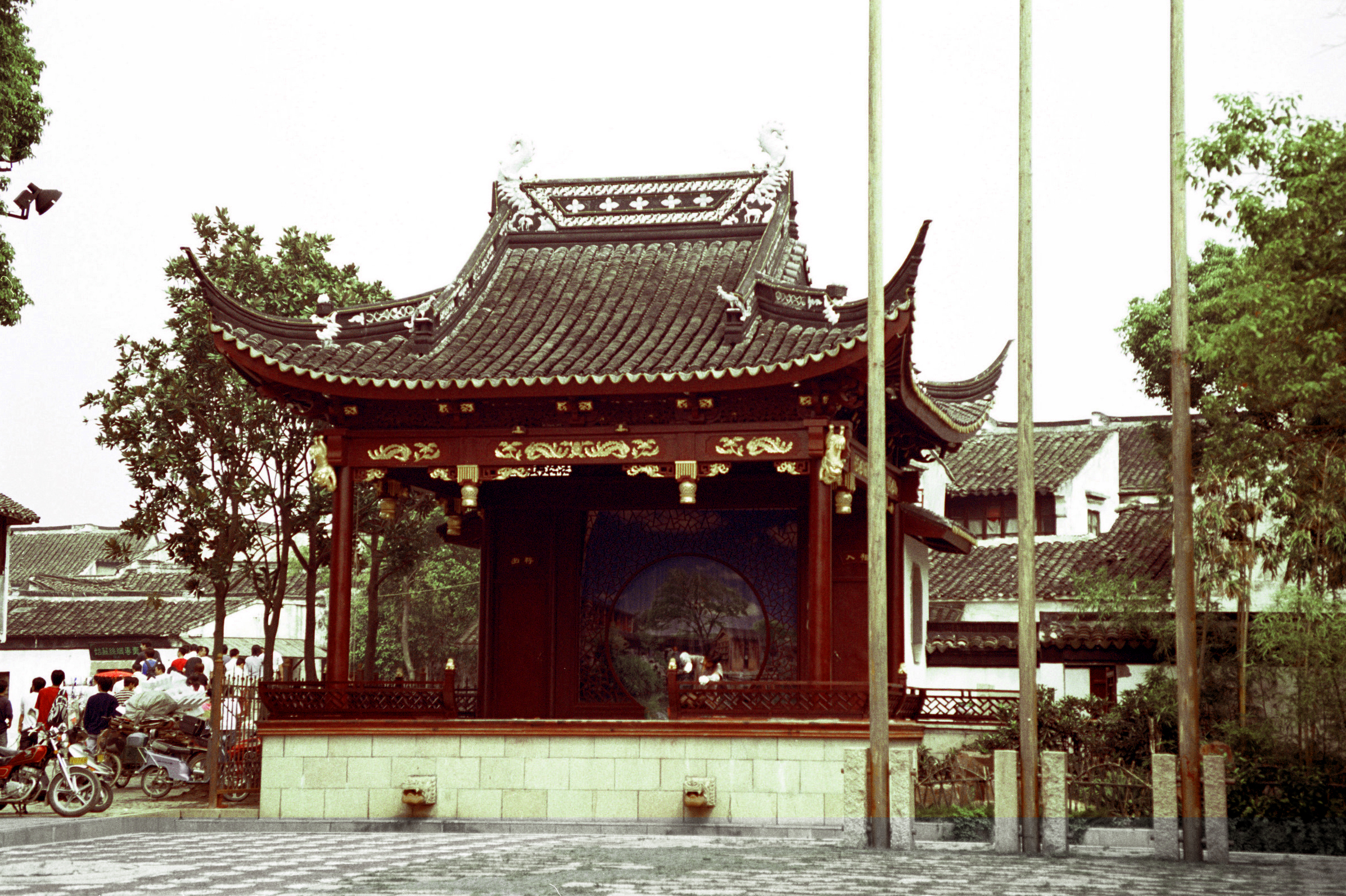
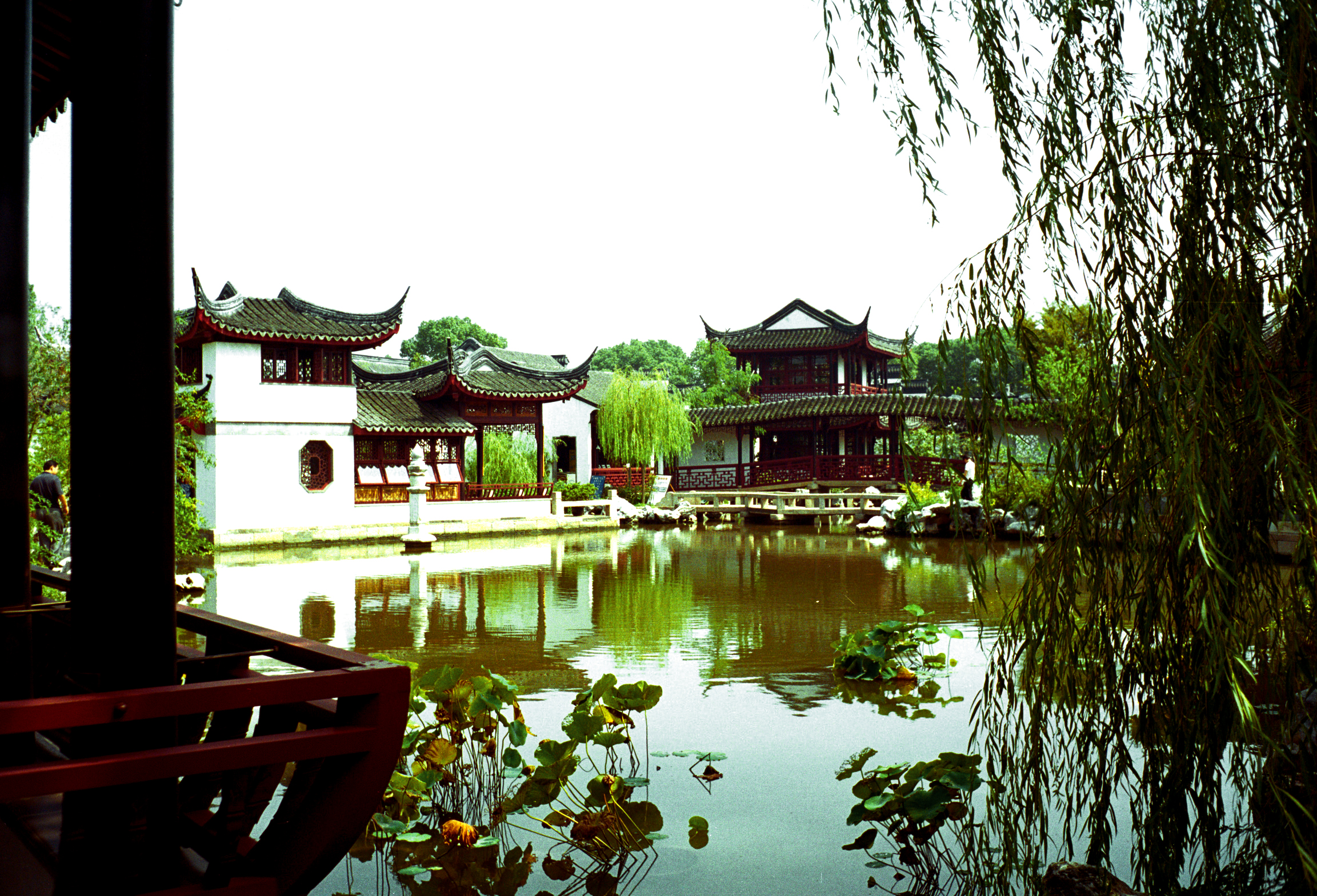
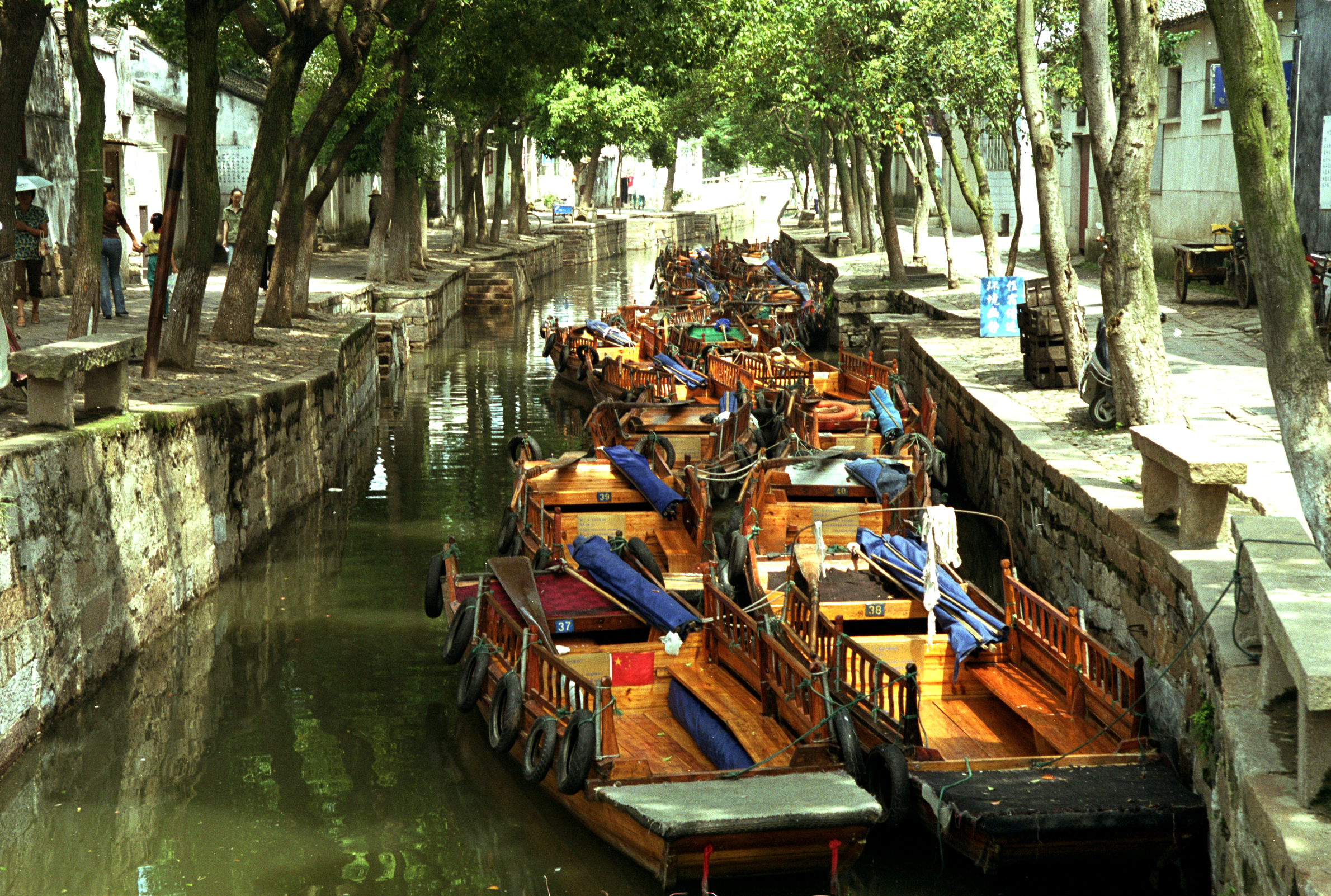
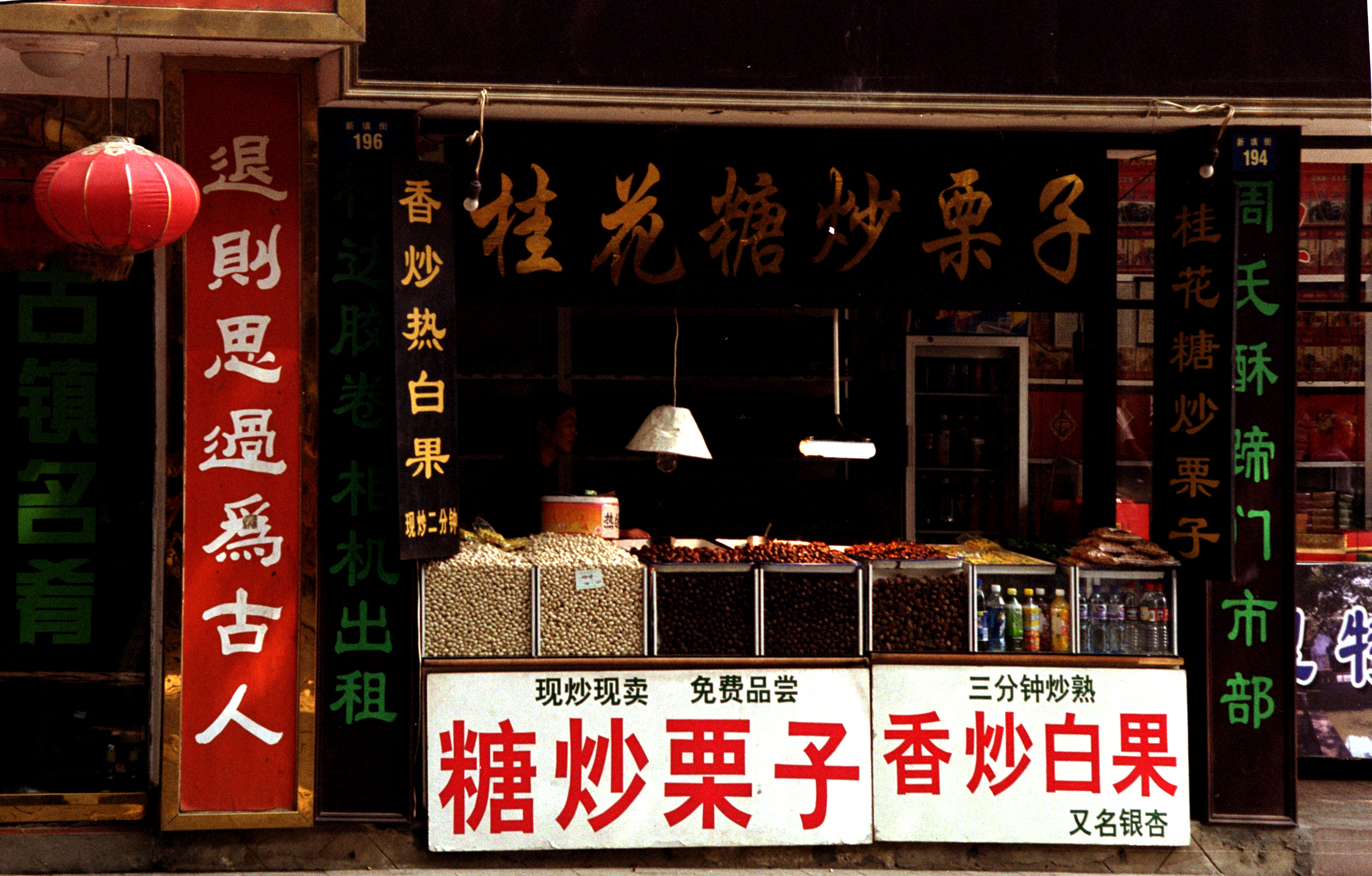
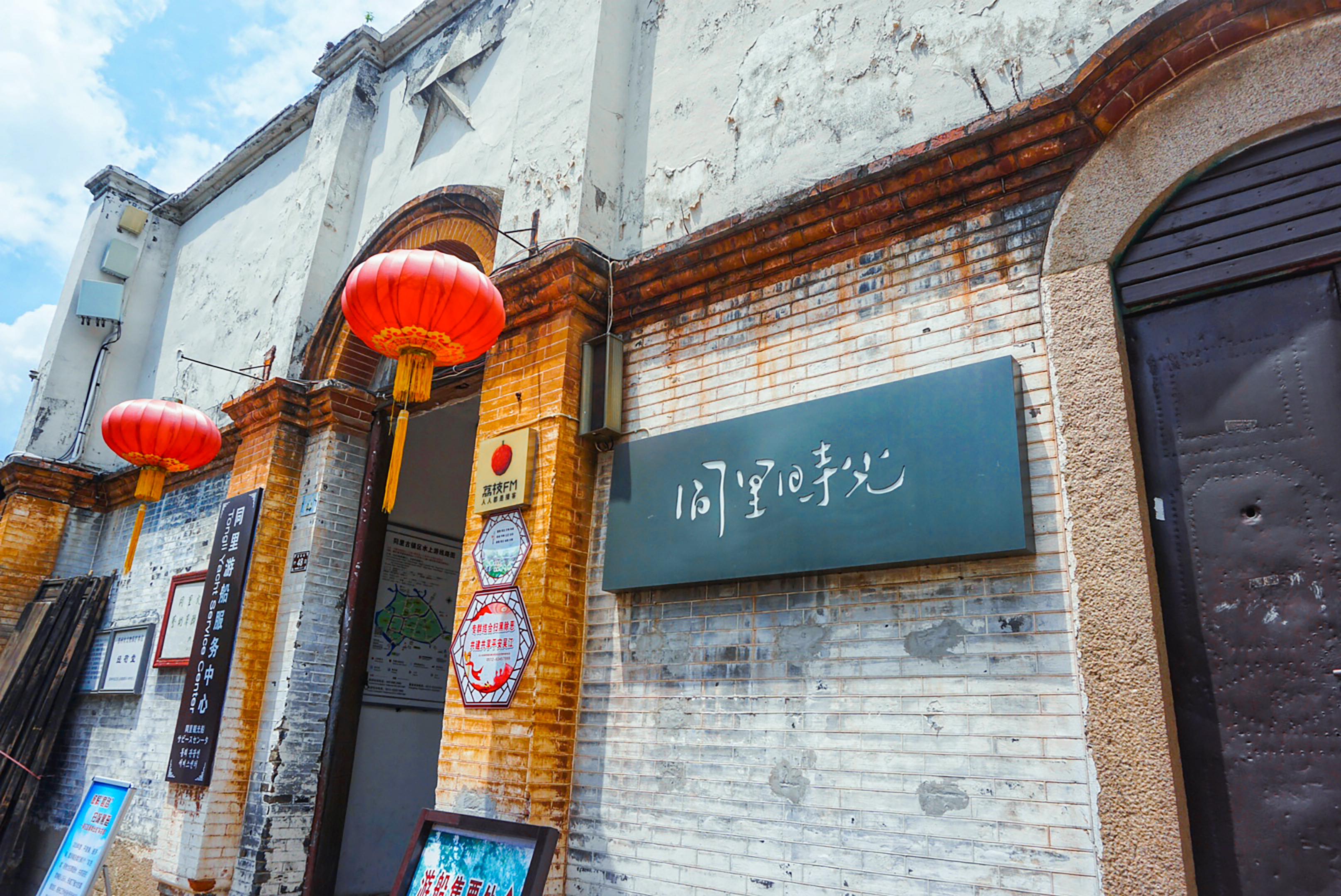

## 同里名人
- 计成，字无否，号否道人，明代造园家。
- 陈去病（1874－1933），字佩忍，号巢南、垂虹亭长，吴江人，近代诗人，南社创始人之一。早年追随孙中山先生，宜传革命不遗余力。在推翻满清帝制的辛亥革命和讨伐袁世凯的护法运动中，都作出了重要贡献。其诗多抒发爱国激情 ，风格苍健悲壮。晚年曾任东南大学教授、革命博物馆馆长、大学院古物保管委员会江苏分会主任委员。1933年10月病逝于故乡同里镇。1935年11月南社成立三十六周年之际，柳亚子等诸社友将其灵柩迁葬于南社诞生地虎丘山下，并举行了隆重的公祭。
- 金松岑（1874－1947年），原名懋基，又名天翮、天羽，号壮游、鹤望，笔名天放楼主人、爱自由者、金一、麒麟等，青年时期曾热心于鼓吹资产阶级民主革命。1896年在同里镇创办“自治学社”和“理化音乐传习社”，传授新文化，后又与陈去病组织“雪耻学会”，以图求国雪耻。1902年创办同川学堂，翌年，应蔡元培之邀赴沪参加“中国教育会”，并成立了同里支部。资助邹容《革命军》出版，宣传孙中山革命活动，辛亥革命后当选为江苏省议员。抗战爆发后为摆脱汉奸纠缠，旋致力于教育、诗文创作和学术研究，被誉为国学大师，与陈去病、柳亚子并称为清末民初吴江三杰。主要著作有《孽海花》等。金松岑先生桃李满天下，柳亚子、潘光旦、费孝通、王绍鏊、王佩铮、范烟桥等，都是他的学生，金松岑先生的故居目前仅存他从事教育工作的办公楼－天放楼，民国十三年建造，现为镇级文物控制单位。
- 叶茵 中国宋代著名诗人。叶茵善诗文，诗格清矫，著有《顺适堂吟稿》五卷，存有《苙泽从书》和《甫里集》。同里古桥之一思本桥，为他出资建造。
- 陈王道（1526-1576），明嘉靖44年（1565年）进士，官至南京监察御史。据说，民间传说的《珍珠塔》，说是就是陈王道嫁女的故事。
- 朱鹤龄（1601－1683），著有《愚庵诗文集》、《松陵文集》、《杜工部集辑注》、《寒山集》、《春秋集说》。还有经书注疏和儒家理学研究成果《易广议略》，研究汉学、宋学成果《尚书埤传》。此外，与本邑陈启源共同撰写《诗经通义》。
- 陆恢（廉夫）1851－1920，清朝人，是吴门画坛一代客运量。早年从严承德、任厘瓒、陶奎等人研习书法，各取所长，后专工汉隶，逐自成一家。又工画，山水、人物、花鸟、果品无所不能，少从刘德六，中年居苏州，曾作“衡山高游”八幅，系生平杰作。曾与吴昌硕、倪田、吴大澄、王同愈、顾麟士等结画社于顾氏怡园，潜心经事，为明末清初江南著名画师。
- 金国宝（1894－1963），是我国著名的经济学家，中国近代统计学的奠基人之一，最早翻译列宁著作的译作者，著作有《统计学大纲》、《中国经济问题》、《工业统计学原理》等著作。曾任复旦大学、暨南大学、上海社会科学院经济研究所教授，上海市政协委员、九三学社上海市委委员等职。
- 费巩（1905－1945），一生著述甚丰，主要有：《英国文官考试制度》，《英国政治组织》、《比较宪法》等，率先提出“民仆”主张。其中《比较宪法》被列入“世界法学丛书”。
- 严宝礼（1900－1960年），字问聃，号保厘。历任上海市人民代表会议代表及上海市人民代表大会代表，上海市政协委员。中国民主促进会成员，《文汇报》创始人。三十年代初，创办“上海交通广告公司”，1938年1月25日，报名《文汇报》在上海正式创刊，此报曾三起三落，但对当时的人民注进了新的血液，带来了福音，《文汇报》鲜明的抗日救国的正义立场受到每一个有正义感和爱国心的中国人欢迎，抗战胜利后，在中国共产党和进步民主人士的支持下，他鲜明地举起了反内战、反独裁、争民主的旗帜，而且以内容精萃、版面生动活泼，与国民党反动派针锋相对，成为进步舆论的一个重要阵地。严宝礼的故居在环翠山庄，俗称“严家花园”。
- 王绍鏊（1888－1970年），字却尘，又字恪尘，原中央人民政府政务院财政部副部长，全国人大代表，全国人大预算委员会副主任、中国人民政治协商会议全国委员会常务委员，中国民主促进会副主席、中国民主建国会中央常委、著名社会活动家。1908年赴日本留学，1911年毕业回国，辛亥革命爆发后，与章太炎等组织中华民国联合会，以后改称为统一党，1913年当选为众议院议员，1923年拒绝曹锟贿选，后遭通辑，1936年6月策动阎锡山和冯玉祥部队抗日反蒋被捕，1937年抗日战争爆发后获释。中华人民共和国成立后，在中央人民政府任职。一绍鏊先生故居是原江西布政吏何源的故居，共四组七进房，现为同时历史文物陈列的所在地。
- 范烟桥（1894－1967年），乳名爱莲，学名镛，字味韶，号烟桥，别署含凉生、鸱夷、万年桥、愁城侠客。著名作家、南社社员。他一生著作宏富，又多才多艺，小说、电影、诗、小品文、弹词无不通谙，善书画、工行草、写扇册、绘图寄意十分精雅，是《吴江报》的创始人，电影剧本《乱世英雄》、《西厢记》、《秦淮世家》、《三笑》等都出自他的手笔。他的故居在同里镇区内的范家埭。

## 行政区划
现辖：
东新社区、鱼行社区、屯村社区、富渔社区、屯渔社区、文安村、田厍村、叶建村、合心村、湘娄村、白蚬湖村、肖甸湖村、九里湖村、北联村、三港村、屯南村和屯溪村。